# Hovorčovice
Obec Hovorčovice, dříve také Hovorčeves (něm. Hovortzovitz) se nachází při hranicích hlavního města Prahy asi dvanáct kilometrů severovýchodně od centra Prahy a jedenáct kilometrů západně od města Brandýs nad Labem-Stará Boleslav v okrese Praha-východ, na území spravovaném obecním úřadem ORP Brandýs nad Labem-Stará Boleslav, kraj Středočeský. V obci pramení Hovorčovický potok.
Žije zde přibližně 2 600 obyvatel.

## Historie
První písemná zmínka o obci pochází z roku 1088, kdy patřila kapitole Vyšehradské.
Ve 30. letech 20. století vyráběla v Hovorčovicích firma „Bratři Bradáčové“ fotoaparáty značky Kamarád.

### Územněsprávní začlenění
Dějiny územněsprávního začleňování zahrnují období od roku 1850 do současnosti. V chronologickém přehledu je uvedena územně administrativní příslušnost obce v roce, kdy ke změně došlo:
- 1850 země česká, kraj Praha, politický okres Karlín, soudní okres Brandýs nad Labem[4]
- 1855 země česká, kraj Praha, soudní okres Brandýs nad Labem[4]
- 1868 země česká, politický okres Karlín, soudní okres Brandýs nad Labem[4]
- 1908 země česká, politický i soudní okres Brandýs nad Labem[5]
- 1939 země česká, Oberlandrat Mělník, politický i soudní okres Brandýs nad Labem[6]
- 1942 země česká, Oberlandrat Praha, politický i soudní okres Brandýs nad Labem[7]
- 1945 země česká, správní i soudní okres Brandýs nad Labem[8]
- 1949 Pražský kraj, okres Brandýs nad Labem[9]
- 1960 Středočeský kraj, okres Praha-východ
- 2003 Středočeský kraj, obecní úřad Brandýs nad Labem-Stará Boleslav[10]

### Rok 1932
V obci Hovorčovice (350 obyvatel) byly v roce 1932 evidovány tyto živnosti a obchody: holič, 2 hostince, obuvník, obchod s palivem, obchod s lahvovým pivem, řezník, 3 obchody se smíšeným zbožím, trafika, truhlář, velkostatek Schöller.

## Pamětihodnosti

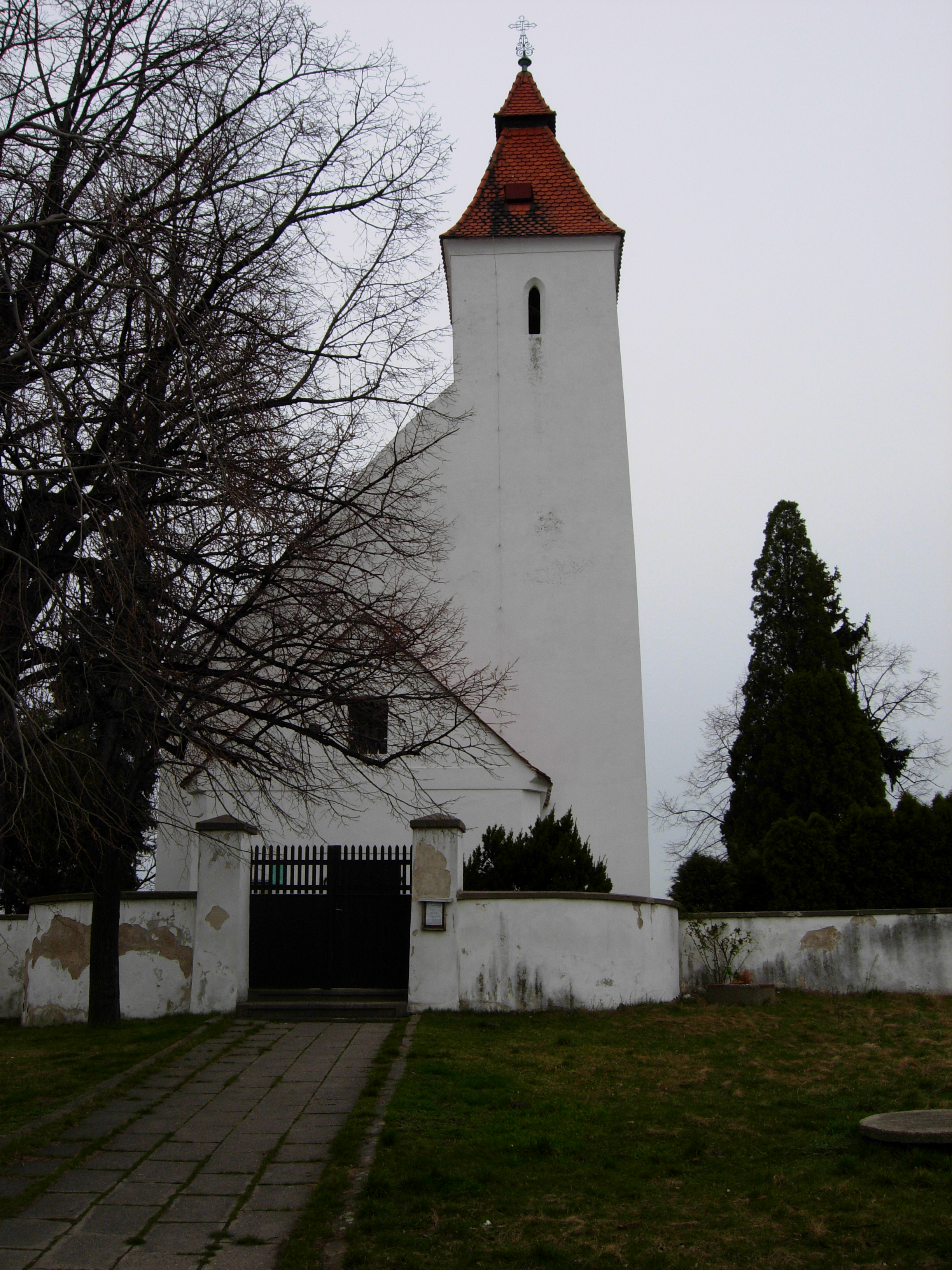
Kostel Narození svatého Jana Křtitele

Původně raně gotický kostel Narození sv. Jana Křtitele z konce 13. století byl goticky přestavěn roku 1392 a barokně upraven roku 1784. Kostel stojí na návrší nad Starou návsí a je obklopen hřbitovem se dvěma prostými kaplemi ve hřbitovní zdi. Západní průčelí je hladké se štítem a gotickou čtverhrannou věží v JZ cípu kostela. Má prostou obdélnou loď s plochým stropem a barokními okny, obdélný presbytář s gotickou křížovou klenbou a na západě obdélnou předsíň. Hlavní oltář ze 2. poloviny 18. století tvoří menza a iluzivní malovaná architektura na stěně s novějším obrazem, kazatelna z téže doby.

## Znak a prapor
Obecní znak a prapor převzal dne 14. srpna 2001 starosta obce Václav Stareček v Parlamentu České republiky z rukou Václava Klause.
Obecní znak Hovorčovic patří mezi takzvané znaky mluvící. V červeném poli je snížený zlatý ondřejský kříž, na jehož spodních ramenech je v oblouku zavěšena stříbrná hovořící páska. V horní části je umístěna stříbrná křticí miska s modrou vodou, kterou převyšuje zlatá šesticípá hvězda.
Ondřejský kříž je v tomto případě heraldickým vyjádřením zkřížených klíčů svatého Petra, symbolu vyšehradské kapituly, což symbolizuje první nepanovnické majitele obce. Mluvící páska má vztah ke jménu obce. Miska s vodou je symbolem patrona hovorčovického kostela svatého Jana Křtitele a hvězda znamená narození.
Obecní prapor v symbolice kopíruje znak.

## Doprava

### Dopravní síť
- Pozemní komunikace – Obcí prochází silnice III. třídy. Ve vzdálenosti 2 km vede silnice I/9 Zdiby – Mělník – Česká Lípa – Rumburk.
- Železnice – Obec Hovorčovice leží na železniční trati Praha - Turnov. Jedná se o jednokolejnou celostátní trať, doprava na ní byla zahájena v úseku Praha – Neratovice roku 1871. Na území obce je železniční zastávka Hovorčovice.

### Veřejná doprava 2023
- Autobusová doprava – Do obce byly v roce 1992 zavedeny vůbec první spoje Pražské integrované dopravy v podobě linky 351; současně byla zavedena i druhá linka PID do Ořechu.[13] V obci mají zastávku příměstské autobusové linky Praha,Letňany – Neratovice žel. st. (linka 351) (denně mnoho spojů) (dopravce Dopravní podnik hl. m. Prahy) a Hovorčovice –Zlonín – Hovorčovice (linka 656) (v pracovních dnech 8 spojů) (dopravce Arriva Střední Čechy)
- Železniční doprava – Po trati 070 vede linka S3 (Praha-Vršovice – Všetaty (- Mělník) / Mladá Boleslav (- Mladá Boleslav město)) v rámci pražského systému Esko. Zastávku Hovorčovice obsluhuje v pracovní dny 19 párů osobních vlaků, o víkendech 12 osobních vlaků. Rychlíky zastávku projíždějí.

## Další fotografie

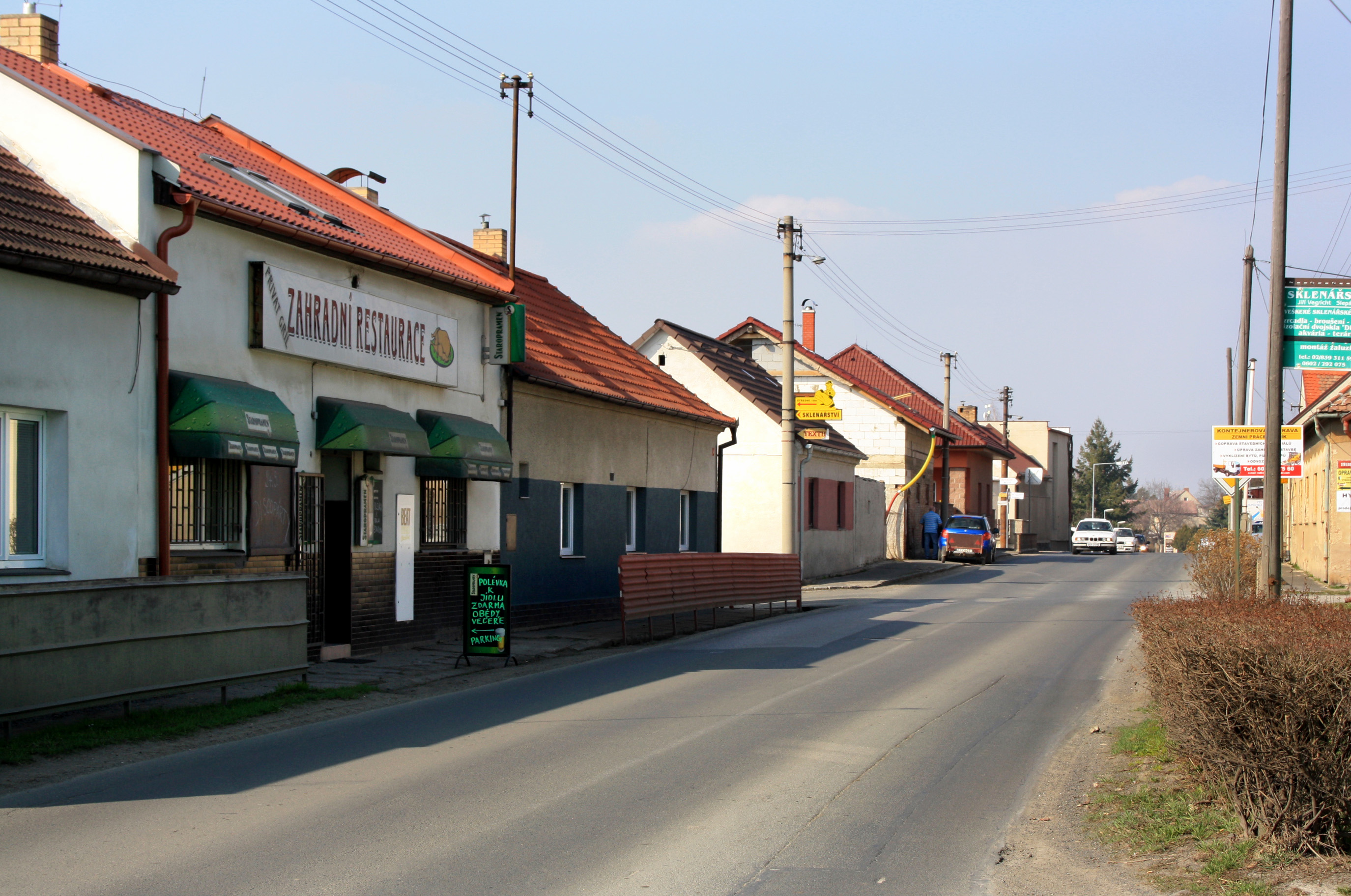
Hlavní silnice
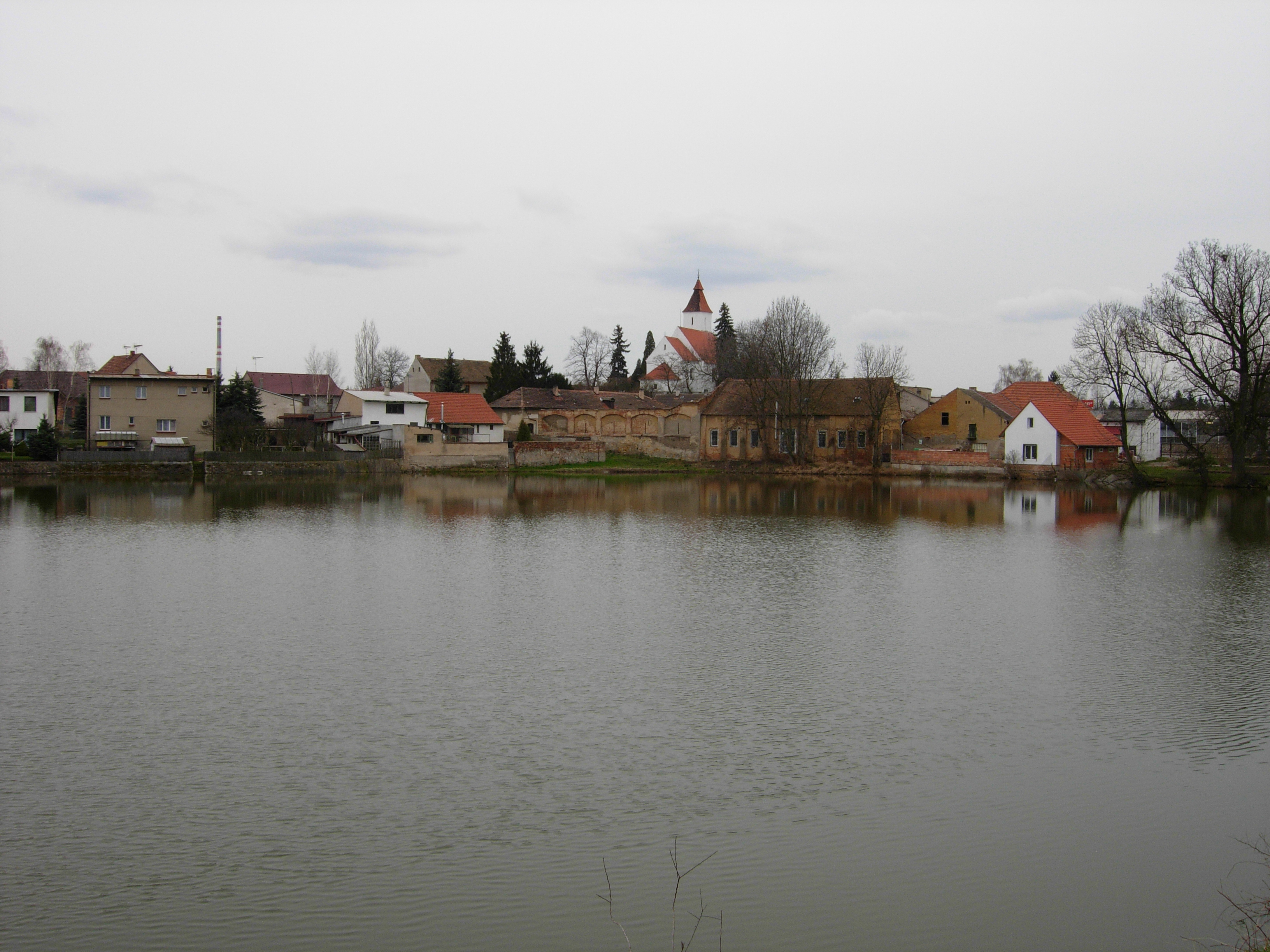
Místní rybník
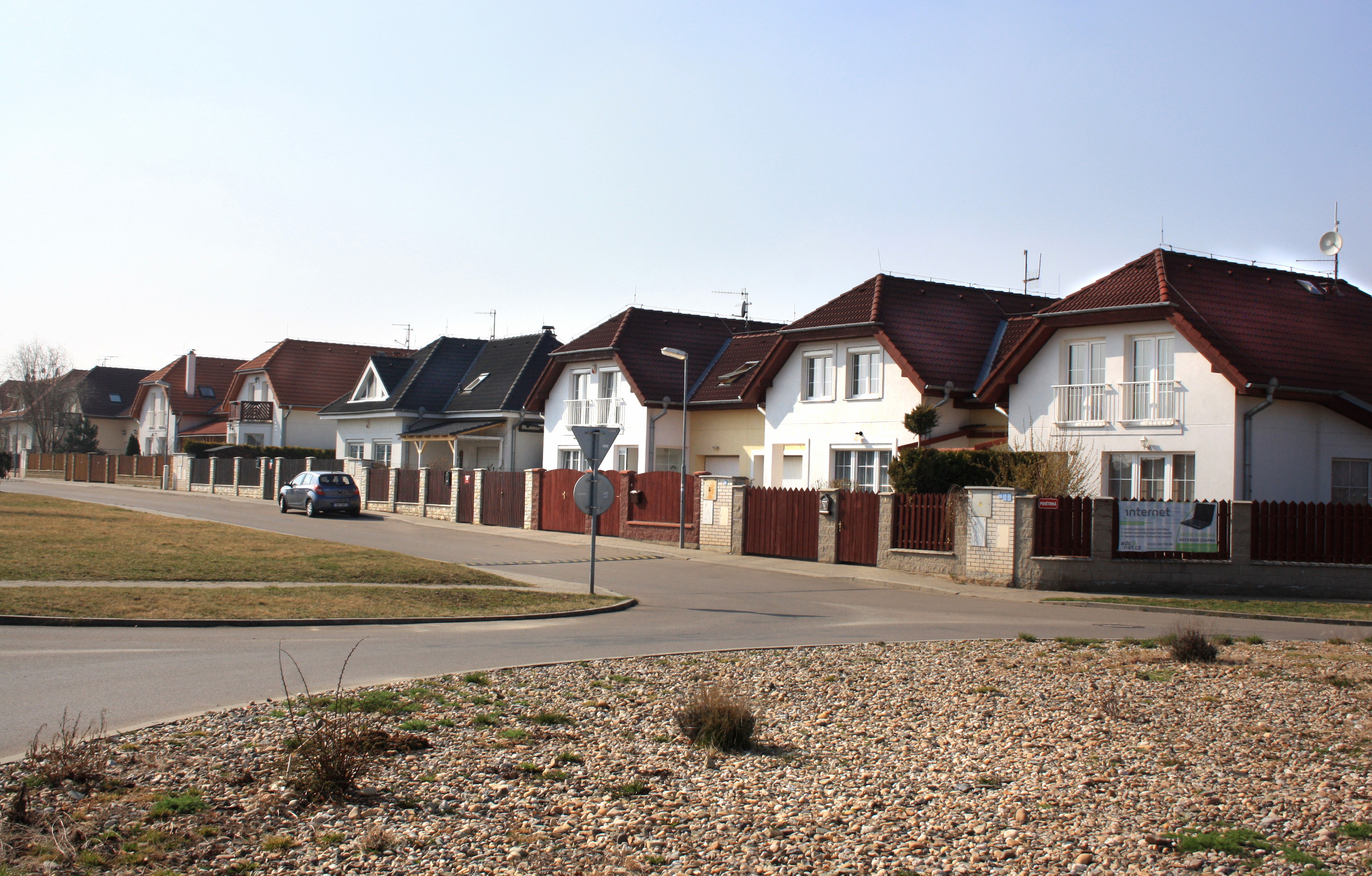
Nová výstavba na severu